# Olios variatus
Olios variatus är en spindelart som först beskrevs av Tord Tamerlan Teodor Thorell 1899.  Olios variatus ingår i släktet Olios och familjen jättekrabbspindlar.
Artens utbredningsområde är Kamerun. Inga underarter finns listade i Catalogue of Life.